# Сальні залози

4. — Сальні залози

Сальні залози (лат. glandulae sebacea) — залози зовнішньої секреції, що розташовуються на шкірі людини. Належать до голокринових залоз. Виділяють секрет — шкірне сало. Найбільшого розвитку сягають у період статевого дозрівання під впливом статевих гормонів (тестостерону у чоловіків, прогестерону в жінок). Як і потові, забезпечують тонкий малюнок шкіри: утворені потовими залозами борозенки формують на поверхні шкіри трикутники і ромби, у кутах яких розміщені заглиблення, що є устями фолікулів волосся. Величина трикутників і ромбів залежить від кількості і розташування фолікул: чим щільніше вони розташовані, тим меншими є трикутники і ромби.
У середній частині обличчя (ніс, частина чола, що прилягає до нього, щоки, у жінок підборіддя, верхня і нижня губи) рельєф шкіри пористий, оскільки там розміщуються найбільші сальні залози, а чим крупніші вивідні протоки сальних залоз, тим шкіра рельєфніша.

## Функціонування та фізіологія
Функціонування сальних залоз плода починається вже на 20-му тижні вагітності, із їхнього секрету утворюється сироподібна змазка.
Сальні залози функціонують так: накопичений у їхніх вивідних протоках секрет протидіє тиску вже виділеного секрету сальної залози, що знаходиться на поверхні, і рогового жиру, виробленого шкірним покривом в результаті процесів ороговіння. Це стимулює звільнення залози від секрету та її подальшу секреторну діяльність. Навпаки, протидія рогового жиру і вже виділеного секрету викликає припинення вироблення жиру сальною залозою. Але більш імовірно, що виділення секрету відбувається постійно.
З моменту видалення жиру з поверхні шкіри 50 % його первинного обсягу відновлюється протягом години, а повне відновлення відбувається протягом 3–4 годин. Чим більша залоза, тим більшу кількість секрету і з більшою інтенсивністю вона продукує. Так, найбільше секрету виділяється на чолі.
Виділення сального секрету має циркадний ритм: у більшості досліджуваних максимальна секреція спостерігається між 9 і 12 годинами.
На інтенсивність виділення і характер секрету впливає температура: якщо вона висока, секрет розріджується (точка плавлення жиру становить 30 °C) і стікає з ділянок з високою секрецією на ділянки з низькою секрецією. Зволожена шкіра підвищує швидкість стікання жиру (по вологій шкірі жир тече зі швидкістю 3,3 см/сек, а на сухій шкірі його швидкість дорівнює нулю). Таким чином, підвищене потовиділення сприяє секреції сальних залоз і виробленню рогового секрету.
Функціонування сальних залоз перебуває в прямій залежності від стану нервової системи: посилене функціонування парасимпатичної нервової системи призводить до гіпертрофії та гіперфункції сальних залоз; підвищення тонусу симпатичної нервової системи пригнічує функцію сальних залоз; емоційна напруга підсилює їх секрецію.
Діяльність сальних залоз залежить також від стану ендокринної системи. Так, у період статевої зрілості сальні залози посилено функціонують — найбільша кількість секрету виділяється у віці від 18 до 30 років. Місцеве введення прогестерону й тестостерону активізує, а естрогену — зменшує діяльність сальних залоз; під дією фолікуліну також розвивається атрофія сальних залоз.
На анатомо-фізіологічних властивостях сальних залоз істотно позначається і вік. Передусім атрофуються найдрібніші сальні залози, пов'язані з фолікулом волоса, потім — середні і, нарешті, секреторні частки вільних сальних залоз. Після 40 років кількість і активність сальних залоз значно зменшується, причому деградація придатків помітніша в жінок: жировиділення в них починає зменшуватися з 40–45 років і до 60–80 років становить 30–50 % від максимального рівня. У чоловіків зменшення секреції сальних залоз настає пізніше, відбувається повільніше і не настільки, як у жінок.

## Функції
Пом'якшують волосся та поверхню шкіри. Захищають шкіру від пилу та мікроорганізмів, а також перешкоджають її висиханню.